# آش تايلور
آش تايلور (بالإنجليزية: Ash Taylor) (2 سبتمبر 1990 في المملكة المتحدة - ) هو لاعب كرة قدم بريطاني في مركز الدفاع. شارك مع منتخب ويلز تحت 19 سنة لكرة القدم ومنتخب ويلز تحت 21 سنة لكرة القدم. أما مع النوادي، فقد لعب مع نادي أبردين ونادي ترانمير روفرز لكرة القدم وColwyn Bay F.C. ‏.

## وصلات خارجية
- آش تايلور على موقع الاتحاد الأوربي (الإنجليزية)
- آش تايلور على موقع قاعدة بيانات كرة القدم.إي يو (الإنجليزية)
- آش تايلور على موقع Soccerbase.com (لاعب) (الإنجليزية)
- آش تايلور على موقع Soccerway.com (الإنجليزية)
- آش تايلور على موقع عالم كرة القدم.نت (الإنجليزية)